# Аллахвердиев, Мирза Алекпер оглы
 Мирза Алекпер оглы Аллахвердиев (азерб. Mirzə Ələkbər oğlu Allahverdiyev; 15 сентября 1947, Бюракн, Амасийский район — 6 февраля 2017, Баку) — азербайджанский учёный, доктор химических наук.

## Биография
Родился 15 сентября 1947 года в селе Гюллибулаг Гукасянского района (Амасия) Армянской ССР.
Окончил химический факультет Азербайджанского государственного университета.
Профессор кафедры «Органической химии» Бакинского государственного университета. Действительный член Нью-Йоркской академии наук.
Работает в Институте химии присадок НАНА руководителем лаборатории «Теоретические основы синтеза и механизма действия присадок».

## Научная деятельность
Разработал методы синтеза трех- и четырёхчленных гетероциклов (тииранов и тиетанов), исследовал взаимодействие их с нуклеофильными и электрофильными реагентами. Им были изучены закономерности между структурой синтезированных соединений и их противозадирными и противоизносными, антиокислительными свойствами и биологической активностью. М. Аллахвердиевым разработаны методы синтеза различных тииранов, бистииранов, тиетанов, бистиетанов, сультонов, тетрагидротиазинонов. Им впервые были испытаны тиираны и тиетаны в качестве противозадирных и противоизносных присадок к трансмиссионным маслам, разработаны научные основы для создания новых классов противозадирных и противоизносных присадок. Эти исследования дают основание для прогнозирования создания более высокоэффективных противозадирных и противоизносных присадок.
Автор 500 опубликованных научных статей, 8 монографий.
Под его руководством подготовлено 16 кандидатов, 1 доктор наук.

### Избранные научные труды
- М. А. Аллахвердиев, А. Ф. Коломиец, А. В. Фокин. Новое в химии тиранов // Успехи химии. — 1990. — Т. 59. — С. 705—737.

- М. А. Аллахвердиев, А. Т. Гусейнова, A. M. Магеррамов. [(Полифторалкокси)метилтиираны и 2-анилиноэтантиолы] // Журнал органической химии. — Санкт-Петербургская издательская фирма "Наука" РАН, 2008. — Т. 44. — С. 958—961. — ISSN 0514-7492.

- М. А. Аллахвердиев, Э. Н. Гарибов, И. А. Рзаева, А. И. Кулиев, В. М. Фарзалиев. Циклические тиокарбамиды в качестве ингибиторов окисления кумола // Естественные и технические науки. — ООО "Издательство "Спутник+", 2009. — С. 72—78. — ISSN 1684-2626.

- М. А. Аллахвердиев, И. А. Рзаева, С. Э. Садигова, Т. М. Векилова. Синтез и исследование антиокислительной активности различных производных 2-амино-4-фенил-1,3-тиазола // Нефтехимия. — Академиздатцентр "Наука" РАН, 2005. — Т. 45. — С. 470—475. — ISSN 0028-2421.

- A. M. Магеррамов, М. М. Курбанова, Р.Т. Абдинбекова, И. А. Рзаева, В. М. Фарзалиев, М. А. Аллахвердиев. Синтез и антиокислительные свойства некоторых 3,4-дигидропиримиднн2(1н)-он(тион)ов // Журнал прикладной химии. — Санкт-Петербургская издательская фирма "Наука" РАН, 2006. — Т. 79. — С. 796—800. — ISSN 0044-4618.

- М. А. Аллахвердиев, А. А. Ниязова, В. М. Фарзалиев, А. Б. Аскеров. Реакция п-толуидина с бензоилдихлоруксусным альдегидом // Естественные и технические науки. — ООО "Издательство "Спутник+", 2010. — С. 60—62. — ISSN 1684-2626.

- В. М. Фарзалиев, A. M. Магеррамов, М. Р. Байрамов, И. A. Рзаева, O. Н Джавадова, М. А. Аллахвердиев. Антиокислительные свойства сульфидов 2-пропилфенола и их аминометильных производных // Журнал прикладной химии. — Санкт-Петербургская издательская фирма "Наука" РАН, 2008. — Т. 81. — С. 78—81. — ISSN 0044-4618.

- С. Г. Алиев, А. М. Магеррамов, А. Б. Аскеров, М. А. Аллахвердиев. Реакция изатинхлорида с 1-тиокарбамоилтиосемикарбазидом // Известия высших учебных заведений. Химия и химическая технология. — Ивановский государственный химико-технологический университет, 2009. — Т. 52. — С. 46—49. — ISSN 0579-2991.

- Р. Ю. Ахмедов, И. А. Рзаева, В. М. Фарзалиев, М. А. Аллахвердиев. Синтез и исследование антиокислительной активности некоторых 3-тиетанилзамещенных тиокарбамидов // Нефтехимия. — Академиздатцентр "Наука" РАН, 2009. — Т. 49. — С. 448—452. — ISSN 0028-2421.

- Р. А. Гасанов, М. А. Аллахвердиев. Синтез 1-алкокси-3-к-сукцинимидо-2-пропанолов // Журнал прикладной химии. — Санкт-Петербургская издательская фирма "Наука" РАН, 2005. — Т. 78. — С. 2059—2061. — ISSN 0044-4618.

- Э. К. Аллахяров, А. М. Магеррамов, М. А. Аллахвердиев, Р. М. Бабаи, С. А. Шамхалова. Взаимодействие 2-замещенных имидазолинов с фенилизотиоцианатом // Естественные и технические науки. — ООО "Издательство "Спутник+", 2010. — С. 115-119. — ISSN 1684-2626.

- Э. К. Аллахяров, А. М. Магеррамов, М. А. Аллахвердиев. Синтез 2-ариламинометил- и 2-(-2 аминофенил)имидазолинов // Естественные и технические науки. — ООО "Издательство "Спутник+", 2009. — С. 65-70. — ISSN 1684-2626.